# Borynia (gmina)
Borynia – dawna gmina wiejska istniejąca w latach 1934–1939  w woj. lwowskim (dzisiejsze woj. podkarpackie/obwód lwowski). Siedzibą gminy była Borynia (obecnie osiedle typu miejskiego na Ukrainie).
Gmina zbiorowa Borynia została utworzona 1 sierpnia 1934 roku w powiecie turczańskim w woj. lwowskim z dotychczasowych jednostkowych gmin wiejskich: Borynia, Butelka Niżna, Jabłonów, Tureczki Niżne, Wysocko Wyżne. 
Podczas wojny do gminy przyłączono części gmin Sianki (Butelka Wyżna, Jaworów, Sianki i Tureczki Wyżne) i Komarniki (Komarniki). Po wojnie przedwojenny obszar gminy Borynia został odłączony od Polski i włączony do Ukraińskiej SRR, natomiast fragment przyłączonej podczas wojny części zniesionej gminy Sianki (z lewobrzeżnymi Siankami) pozostał przy Polsce.